# نوزيت أليمان
نوزيت أليمان (بالإسبانية: Nauzet Alemán) (مواليد 25 فبراير 1985 في لاس بالماس دي جران كناريا - إسبانيا) لاعب كرة قدم إسباني يلعب حاليا لصالح نادي الدرجة الأولى ريال بلد الوليد الإسباني منذ 2009 في مركز الجناح الأيمن كما يجيد اللعب في مركز الوسط المهاجم .

## روابط خارجية
- نوزيت أليمان على موقع قاعدة بيانات كرة القدم.إي يو (الإنجليزية)
- نوزيت أليمان على موقع Soccerbase.com (لاعب) (الإنجليزية)
- نوزيت أليمان على موقع Soccerway.com (الإنجليزية)
- نوزيت أليمان على موقع AS.com (الإسبانية)